# Formazione dei Tokyo Blade
I Tokyo Blade hanno cambiato molto spesso la loro formazione, arrivando ad includere dei membri di nazionalità differenti rispetto al Paese in cui la band è stata formata. L'unico membro stabilmente presente dalla data di fondazione del gruppo è il chitarrista Andy Boulton, che ha suonato in tutte le varie formazioni della band (con un'interruzione nel 1993, quando abbandonò provvisoriamente il gruppo).

## Formazione
Attuale
- Nicolaj Ruhnow - voce (2010[3]-)
- Andy Boulton - chitarra (1982-1989, 1990-1993, 1994-1997, 2008-)
- John Wiggins - chitarra (1983-1986, 1994-1997, 2009[4]-)
- Andy Wrighton - basso (1984-1986, 2009[4]-)
- Steve Pierce - batteria (1982-1986, 2010[5]-)

Ex componenti
- Alan Marsh - voce (1982-1984, 1990-1997)
- Andy Robbins - basso (1982-1984)
- Vic Wright - voce (1984-1986)
- Carl Sentance - voce (1986)
- Pete Zito - voce (1987)
- Andy Catlin - basso (1987)
- Chris Stover - basso (1987)
- Alex Lee - batteria (1987)
- Michael Pozz - voce (1988-1989)
- Martin Machwitz - tastiere (1988-1989)
- Hans-Jürgen Astor - batteria (1988-1989)
- Dave Sale - basso (1988-1989)
- Ian Marshall - tastiere (1990-1997)
- Danny Gwilym - chitarra (1990-1993)
- Colin Riggs - basso (1990-1997)
- Mark Angel - batteria (1990-1997)
- Chris Gillen - voce (2008[6]-2010)
- Bryan Holland - chitarra (2008[6]-2010)
- Frank Saparti - basso (2008[6]-2010)
- Lorenzo Gonzalez - batteria (2008[6]-2010)

## Cronologia
1981-1983
- Alan Marsh - voce
- Andy Boulton - chitarra
- Ray Dismore - chitarra
- Andy Robbins - basso
- Steve Pierce - batteria

1983-1984
- Alan Marsh - voce
- Andy Boulton - chitarra
- John Wiggins - chitarra
- Andy Robbins - basso
- Steve Pierce - batteria

1984-1985
- Vic Wright - voce
- Andy Boulton - chitarra
- John Wiggins - chitarra
- Andy Wrighton - basso
- Steve Pierce - batteria

1986
- Carl Sentance - voce
- Andy Boulton - chitarra
- John Wiggins - chitarra
- Andy Wrighton - basso
- Steve Pierce - batteria

1987
- Pete Zito - voce
- Andy Boulton - chitarra
- Andy Catlin - basso
- Alex Lee - batteria

1987
- Pete Zito - voce
- Andy Boulton - chitarra
- Chris Stover - basso
- Alex Lee - batteria

1988-1989
- Michael Pozz - voce
- Andy Boulton - chitarra
- Dave Sale - basso
- Hans-Jürgen Astor - batteria
- Michael Machwitz - tastiere

1990-1993
- Alan Marsh - voce
- Andy Boulton - chitarra
- Danny Gwilym - chitarra
- Colin Riggs - basso
- Marc Angel - batteria
- Ian Marshall - tastiere

1993
- Alan Marsh - voce
- Steve Kerr - chitarra
- Danny Gwilym - chitarra
- Colin Riggs - basso
- Marc Angel - batteria
- Ian Marshall - tastiere

1995-1997
- Alan Marsh - voce
- Andy Boulton - chitarra
- John Wiggins - chitarra
- Colin Riggs - basso
- Marc Angel - batteria

2008-2009
- Chris Gillen - voce
- Andy Boulton - chitarra
- Bryan Holland - chitarra
- Frank Saparti - basso
- Lorenzo Gonzales - batteria

2010-
- Nicolaj Ruhnow - voce
- Andy Boulton - chitarra
- John Wiggins - chitarra
- Andy Wrighton - basso
- Steve Pierce - batteria